# Christian Hümbs
Christian Hümbs (* 22. Oktober 1981 in Oberhausen) ist ein deutscher Konditor. Er wurde mehrmals als Patissier des Jahres ausgezeichnet.

## Werdegang
Hümbs war ab 2006 Patissier auf der Stromburg bei Johann Lafer, ab 2009 im Hotel Louis C. Jacob bei Thomas Martin, ab 2011 im Restaurant Aqua bei Sven Elverfeld (drei Michelinsterne), danach ab 2012 auf Sylt im Zwei-Sternerestaurant La Mer bei Sebastian Zier sowie ab 2015 in dem ebenfalls mit zwei Michelin-Sternen ausgezeichneten Restaurant Haerlin bei Christoph Rüffer in Hamburg.
Von Mai 2017 bis April 2019 arbeitete er im Münchener Restaurant Atelier im Hotel Bayerischer Hof in München. In dieser Zeit wurde das Restaurant mit drei Michelinsternen ausgezeichnet. Im April 2019 verließ er das Atelier.
Ab November 2019 war er Chef-Patissier des Hotels The Dolder Grand in Zürich. Dies verließ er im November 2021, um sich selbständig zu machen.
Einem größeren Publikum ist er als Juror der Sat.1-Sendung Das große Backen bekannt. 2023 war er Gastjuror im Staffelfinale von The Sweet Taste.
Hümbs gilt als einer der besten Patissiers Deutschlands. Er wurde bekannt für Desserts, die mit Gemüse und Kräutern sowie reduzierter Süße arbeiten. In den Restaurants La Mer und Haerlin kreierte er Aromen-Menüs, mit denen er salzige Speisen aus der Sicht des Patissiers gestaltete.

## Privates
Christian Hümbs lebt in Zürich und Hamburg. Er ist mit der Back-Bloggerin und Großes Backen Teilnehmerin Evelin Blum liiert.